# Sablonnières
Sablonnières är en kommun i departementet Seine-et-Marne i regionen Île-de-France i norra Frankrike. Kommunen ligger i kantonen Rebais som tillhör arrondissementet Provins. År 2022 hade Sablonnières 768 invånare.

## Befolkningsutveckling
Antalet invånare i kommunen Sablonnières
| Referens: INSEE |